# Eibergbahn
De Eibergbahn is een kabel gebouwd door Doppelmayr in 2024 voor de Skiwelt Wilder Kaiser Brixental in het Oostenrijkse Scheffau. De 8 persoons stoeltjeslift zorgt voor een verbinding tussen Skiwelt Brixen im Thale en Skiwelt Scheffau. Omdat dit gedeelte van het skigebied centraal ligt is het erg druk. Hierdoor was het van belang dat de Eibergbahn een hoge capaciteit zou hebben. 

## Voorgangers
In 1972 werd er een tweepersoonssleeplift gebouwd genaamd Eiberglift. Vanaf het seizoen 1973/1974 werden er voor het eerst gezamenlijke tickets aangeboden tussen de individuele Skiweltdorpen. In 1977 werd er een samenvoeging gedaan tussen alle deelgebieden van Skiwelt (onder de naam Skigroßraum) en er werd nu altijd een pas gekocht voor alle gebieden. Dit zorgte ervoor dat de Eibergbahn een belangrijke verbinding werd. Hierdoor is er in 1980 een extra tweepersoonssleeplift gebouwd genaamd Eiberglift II (Eiberglift werd Eiberglift I). 

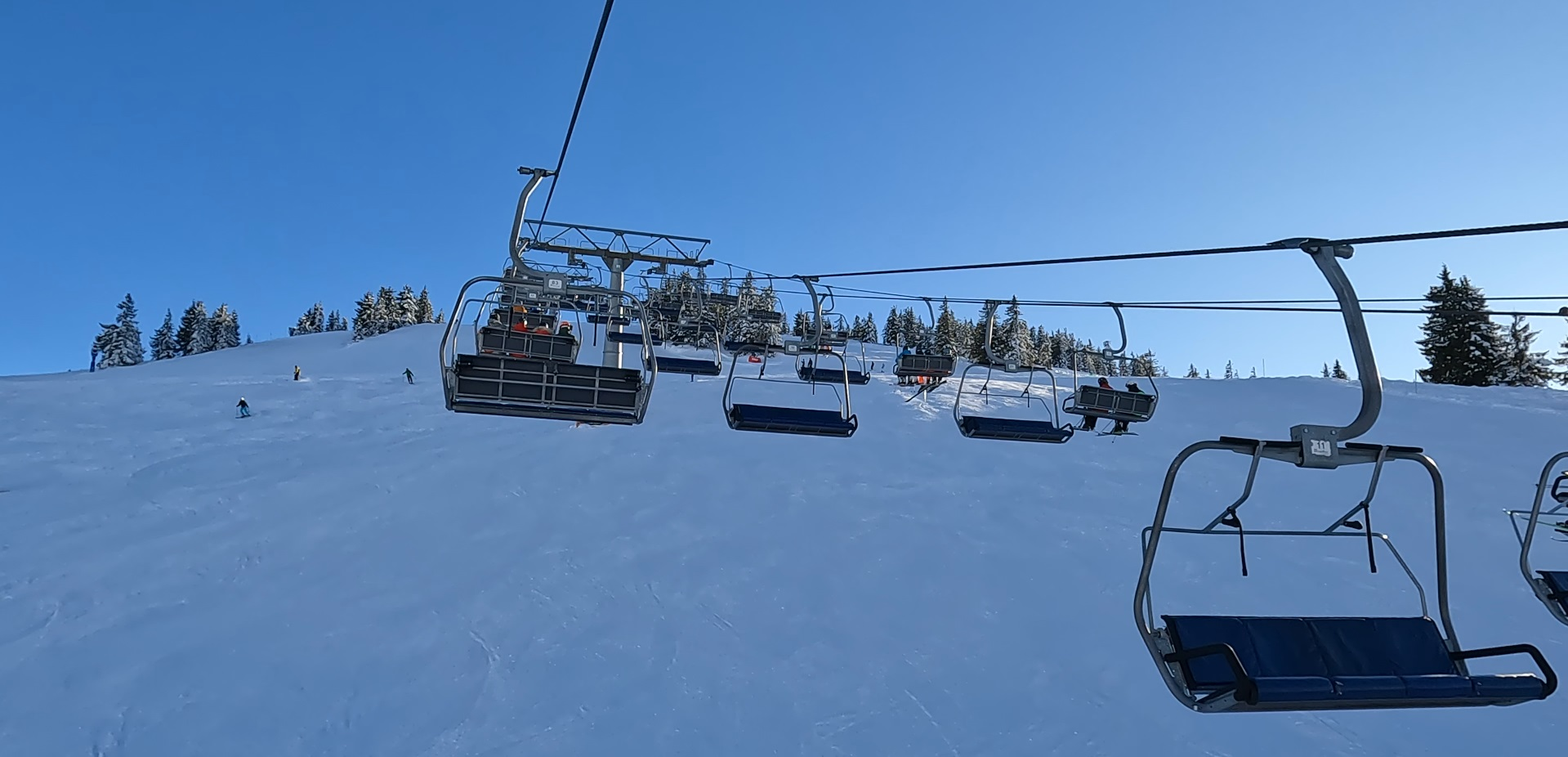
Oude Eiberglift II met zicht op de Eiberglift I

De capaciteit was alsnog niet voldoende waardoor er in 1992 twee nieuwe vierpersoonsstoeltjesliften gebouwd worden. Deze hebben beide een capaciteit van 2400 personen per uur en zaten aan de kabel vast. Een rit duurde ca 4:50.  Het bijzondere aan deze lift was dat allebei de liften gebruik maakte van dezelfde paal. Na 32 jaar trouwe dienst worden de twee vierpersoonsstoeltjesliften vervangen door een achtpersoonsstoeltjeslift. Dit om er voor te zorgen dat gasten sneller en comfortabeler de berg op vervoerd worden.
Gondelbaan
10 persoons gondellift:
· Hans im Glück
· Hartkaiserbahn
· Hexenwasser
· Salvistabahn
8 persoons gondellift: 
· Brandstadl I & II
· Choralmbahn
· Hohe Salve
· Ki-West
· Salvenbahn I
· Salvenbahn II
· Skiweltbahn
6 persoons gondellift:
· Alpenrosenbahn I & II
· Hochbrixen
4 persoons gondellift:
· Brandstadlbahn
Combilift
10 persoons gondellift & 8 persoons stoeltjeslift:
· Zinsbergbahn
Stoeltjeslift
8 persoons stoeltjeslift: 
· Aualmbahn
· Eibergbahn 
· Fleidingbahn
· Jochbahn
· Osthangbahn
6 persoons stoeltjeslift:
· Almbahn
· Ellmi's 6er
· Filzbodenbahn
· Hexen6er
· Kälbersalvenbahn
· Köglbahn
· Kummereralmbahn
· Schernthannbahn
· Siller-Keat
· Südhangbahn
· Tanzboden
4 persoons stoeltjeslift:
· Astbergbahn
· Gampenkogel
· Kaiser Express
· Keatbahn
· Muldenbahn
· Rigibahn
· Rinnerbahn
· Schneeberg
· Stöcklbahn
· Talkaser
· Windauberg
3 persoons stoeltjeslift
· Hohe Salve I
2 persoons stoeltjeslift
· Hausbergbahn
· Kasbichlbahn
Sleeplift
· Sonnenlift